# Tupaia nicobarica
La tupaia delle Nicobare (Tupaia nicobarica) è una specie di tupaia endemica delle isole Nicobare, situate al largo dell'India.
Di dimensioni minori rispetto alle altre tupaie, è minacciata dalla distruzione dell'habitat a causa della pressione demografica: lo tsunami del 2004, ha ulteriormente aggravato la situazione.